# Хайм, Майкл Генри
Майкл Генри Хайм (англ. Michael Henry Heim; 21 января 1943, Нью-Йорк, Нью-Йорк или Манхэттен, Нью-Йорк — 29 сентября 2012, Лос-Анджелес, Калифорния) — американский переводчик и славист. Создатель стандартных переводов на английский язык Милана Кундеры и Гюнтера Грасса, Хайм переводил с восьми языков (венгерского, немецкого, нидерландского, румынского, русского, сербохорватского, французского и чешского). С русского на английский переводил Василия Аксёнова, Сашу Соколова, Антона Чехова, Корнея Чуковского и других. Выпускник Колумбийского и Гарвардского университетов и ученик Р. О. Якобсона, Хайм был профессором на кафедре Славянских языков и литератур Калифорнийского университета в Лос-Анджелесе.